# Ricardo Bertoloty Ramírez
Ricardo Bertoloty Ramírez (Madrid, 20 de octubre de 1890-Madrid, 1 de agosto de 1977) fue un médico militar español, especialista en dermatología.

## Biografía[1]
Nacido en Madrid el 20 de octubre de 1890, estudió la carrera de Medicina y Cirugía en la facultad de Medicina de la Universidad Central de Madrid, doctorándose en Madrid en 1912. Se especializó en dermatología. 
Tras atender a 90 heridos que no podían ser retirados durante los combates en misiones de ocupación del Biutz, Ain Yir y Hafa el Hamr el 29 de junio de 1916, prestando servicio a pesar de estar enfermo, se distinguió por acciones heroicas.
En 1921 se convierte en Médico inspector de la Lucha Antivenérea por oposición. 
Se casó con Elsa Miehl Müller, natural de Austria, en 1929.
Tras la guerra, continuó ejerciendo de médico como dermatólogo, como una eminencia en esta especialidad y  recibiendo como recompensas la Gran Cruz de Sanidad en 1961 y la Medalla al Mérito en el Trabajo en 1962.
Se jubiló a los 70 años, el 26 de octubre de 1960.
Falleció en Madrid, el 1 de agosto de 1977.

## Publicaciones
- Bertoloty, Ricardo; Vallejo Nágera, Antonio (1927), “Conducta a seguir en el tratamiento de la parálisis general progresiva”, Actas Dermosifiliográficas, 19(5), pp. 430-434.

- Bertoloty R. La organización antivenérea en España. Actas Dermosifiliográficas 1931;23(7):535-50

## Condecoraciones
- Cruz al Mérito Militar roja
- Cruz de María Cristina
- Cruz de San Fernando de 2.ª clase
- Gran Cruz de Sanidad
- Medalla al Mérito en el Trabajo